# بخش کراسنویارسکی، استان آستراخان
بخش کراسنویارسکی (به لاتین: Krasnoyarsky District) یک منطقهٔ مسکونی در روسیه است که در استان آستراخان واقع شده‌است.